# Viktor Sjapovalov

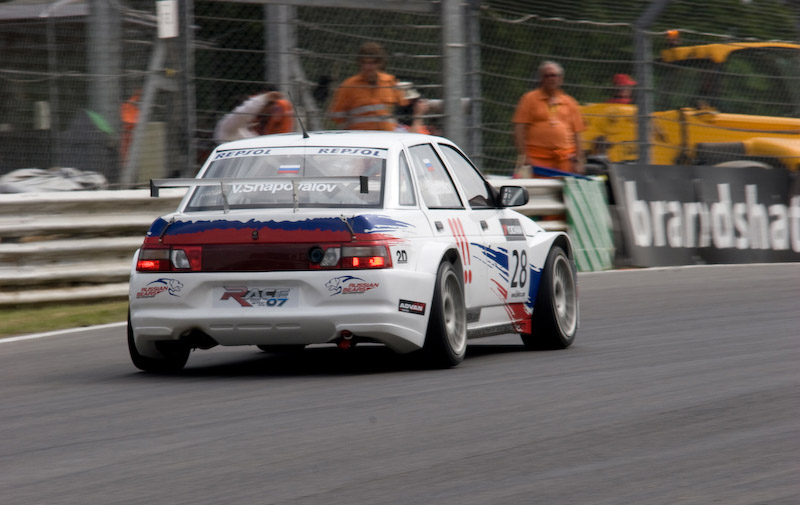
Viktor Sjapovalov i en Lada 110 på Brands Hatch 2008.

Viktor Sjapovalov, född 4 mars 1965 i Sterlitamak, är en rysk racerförare och teamchef för Russian Bears Motorsport.

## Racingkarriär
| År                                               | Klass/Mästerskap                                               | Team                     | Bil                      | Totalt/poäng   | Bästa placering           |
| ------------------------------------------------ | -------------------------------------------------------------- | ------------------------ | ------------------------ | -------------- | ------------------------- |
| 1998                                             | Russian Touring Car Cup - 1600 class                           | ?                        | Lada Samara              | 1:a/?p         | ?                         |
| 2005/2006                                        | Dutch Winter Endurance Series                                  | ?                        | ?                        | 172:a/5p       | ?                         |
| 2006                                             | Russian Touring Car Championship                               | City Motorsport          | BMW 320i                 | 4:a/157p       | ?                         |
| 2006/2007                                        | Dutch Winter Endurance Series                                  | City Motorsport          | BMW 320i                 | 24:a/42p       | Två segrar                |
| 2007                                             | Dutch Supercar Challenge - Supersport 2                        | Russian Bears Motorsport | BMW E46                  | 3:a/185p       | Två segrar                |
| 2007                                             | World Touring Car Championship                                 | Russian Bears Motorsport | BMW 320i                 | -/0p           | 19:e i Zandvoort (Race 1) |
| 2008                                             | World Touring Car Championship                                 | Russian Bears Motorsport | Lada 110 2.0             | -/0p           | 18:e i Brno (Race 2)      |
| 2008                                             | World Touring Car Championship - Yokohama Independents' Trophy | Russian Bears Motorsport | Lada 110 2.0             | 21:a/4p        | ?                         |
| 2009                                             | World Touring Car Championship                                 | LADA Sport               | Lada 110 2.0 Lada Priora | -/0p           | 13:e i Curitiba (Race 1)  |
| 2011                                             | Lada Granta Cup                                                | ?                        | Lada Granta Sport        | säsongen pågår | säsongen pågår            |
| Senast uppdaterad: 2011-07-15 (4922 dagar sedan) |                                                                |                          |                          |                |                           |